# Foxburg
Foxburg es un borough ubicado en el condado de Clarion en el estado estadounidense de Pensilvania. En el año 2000 tenía una población de 275 habitantes y una densidad poblacional de 332 personas por km².

## Geografía
Foxburg se encuentra ubicado en las coordenadas 41°8′35″N 79°40′48″O / 41.14306, -79.68000.

## Demografía
Según la Oficina del Censo en 2000 los ingresos medios por hogar en la localidad eran de $30,938 y los ingresos medios por familia eran $31,719. Los hombres tenían unos ingresos medios de $31,000 frente a los $31,250 para las mujeres. La renta per cápita para la localidad era de $16,251. Alrededor del 20.8% de la población estaba por debajo del umbral de pobreza.